# C'est l'été
C'est l'été est une émission de divertissement de France 3, diffusée pendant les vacances estivales de 1998, 1999, et 2000, durant l'après-midi et animé par Julien Lepers, Julie Raynaud puis par Thierry Beccaro.
Au Québec, les saisons estivales 1998 et 1999 ont été diffusées sur TV5 Québec Canada.

## Principe de l'émission
Sous le même principe que 40° à l'ombre, l'animateur principal s'entoure de plusieurs chroniqueurs afin de présenter diverses rubriques à thèmes différents, telles que la mode, les animaux, les nouvelles technologies…
Une personnalité est également amenée à venir chanter sur le plateau quotidiennement.